# Zosterops anderssoni
Zosterops anderssoni — вид воробьиных птиц из семейства белоглазковых. Ранее этих птиц считали подвидом Zosterops senegalensis, но в настоящее время выделяют в отдельный вид пернатых (молекулярное филогенетическое исследование было проведено в 2013 году). Выделяют три подвида.

## Название
Видовое название присвоено в честь шведского исследователя и путешественника Карла Юхана Андерссона.

## Распространение
Обитают в южной части Африки на территории Анголы, Намибии, Танзании, Мозамбика, ЮАР, Зимбабве, Замбии, Малави.